# Nina Petrovskaïa
Nina Petrovskaïa (en russe : Нина Ивановна Петровская), née à Moscou en 1884 et morte à Paris 11e le 23 février 1928, est une écrivaine russe, poétesse, traductrice, qui a joué un rôle important dans le mouvement littéraire de la bohème au début du XXe siècle.
Elle était l'animatrice d'un salon littéraire, l'épouse et l'assistante du propriétaire de la maison d'édition Grif, Sergueï Sokolov.

## Biographie
Nina Petrovskaïa est née en 1884 dans une famille de fonctionnaires. Jeune, elle a reçu une formation médicale.
Écrivaine, traductrice, elle publie pour la première fois dans l'almanach Grif en 1903. Puis elle publie dans les éditions proches du symbolisme russe, telles que la revue Vesy, La Toison d'or, le mensuel La Pensée russe (Русская мысль), l'almanach Pereval, les journaux Outra Rossii (Утро России), Golos Moskvy (1907-1915), Roul, Nov, etc.
De 1897 à 1911, elle est l'épouse et l'assistante de Sergueï Sokolov, propriétaire des éditions Grif et rédacteur de l'almanach du même nom. Il était fort connu dans les cercles symbolistes de la première décennie du XXe siècle. Elle dirige également un salon littéraire.
Elle était membre de l'association littéraire des symbolistes Les Argonautes (ru) qu'animait Andreï Biéli.
En 1903-1904, Andreï Biély devient son amant. Ce dernier la compare à l'héroïne du roman L'Idiot de Fiodor Dostoïevski, Nastassia Filipovna Barachkova.
Durant la période de 1904 à 1908, la relation entre Nina Petrovskaïa et le poète Valeri Brioussov, a joué un rôle très important dans leurs vies et dans leurs œuvres. La figure de Nina Petrovskaïa, occupée par sa tragédie intérieure et son éternelle insatisfaction envers elle-même et l'univers, se reflète dans de nombreux poèmes de Brioussov (ceux du cycle Stephanos). Valeri Brioussov utilise également Nina Petrovskaïa comme modèle, sous le nom de Renata dans son roman L'Ange de feu et la relation entre elle, Andreï Biély et Brioussov lui-même constitue le fond de l'intrigue du roman. Les conversations et les disputes entre Nina Petrovskaïa et Brioussov se reflètent également, à leur tour dans le livre de Petrovskaïa Sanctos amor. Brioussov et Petrovskaïa ont laissé un énorme volume de correspondance, éclairant à la fois leur vie personnelle et la vie des cercles symbolistes de Moscou, qui a été édité dans un ouvrage séparé en 1904. En 1924, après la mort de Brioussov, elle écrit ses souvenirs sur lui.

« Nina Petrovskaïa est une représentante intéressante de l'époque symboliste qui a participé à son émergence et à son développement, puis a été témoin de sa chute, victime de son époque et est devenue sa détractrice. C'est une époque qui n'a pas duré longtemps, qui était brillante et significative. À côté du développement de la tempête révolutionnaire […] une autre vie se développait, une vie à la recherche de Dieu, remplie de superstitions, dissolue, pleine d'esthétisme raffiné, rendant un culte à l'art dans un espace vide, où le symbolisme est mort à jamais. »

En 1908, elle publie une recueil de nouvelles intitulé Sanctus Amor (1908).
En 1911, après avoir connu un drame personnel profond, elle quitte la Russie pour toujours.

## Rome, Berlin, Paris
De 1911 à 1913, elle vit à Florence. De 1913 à 1922, à Rome, elle visite aussi Varsovie, suit un traitement médical à Munich. Durant la Première Guerre mondiale, elle est à Rome où elle vit jusqu'à l'automne 1922 dans des conditions matérielles précaires en travaillant sur des traductions.
De septembre 1922 à 1926, elle vit à Berlin. Elle est collaboratrice permanente du journal berlinois À la veille. La raison de son installation à Berlin est « que la capitale allemande est devenue à cette époque un grand centre d'édition et de culture russe, une sorte de territoire libre entre la Russie postrévolutionnaire et l'Occident et lui apparaissait comme une planche de salut et une précieuse occasion de revenir à la vie littéraire ». Vladislav Khodassevitch et Nina Berberova ont rencontré Petrovskaïa à cette époque et ont décrit leurs rencontres dans leurs mémoires. Dans le journal Nakanoune, elle écrit des articles, des souvenirs, des critiques, des feuilletons, des essais. Elle a des contacts avec Maxime Gorki et avec des grandes maisons d'éditions. Elle prévoit de faire de nombreuses traductions à partir de l'italien avec la collaboration d'Alexis Nikolaïevitch Tolstoï. Elle commence à préparer la publication d'une anthologie de la prose italienne contemporaine en collaboration avec Olga Signorelli (it).
En 1927-1928, elle vit à Paris. Elle souffre à cette époque d'une grave dépression nerveuse aggravée par l'alcool et la dépendance à la morphine. Cependant, ses amis ont noté que malgré tout cela elle « reste un esprit fort, à la pensée claire, qui a conservé tout à fait sa dignité intérieure. »
Épuisée par la pauvreté et l'incompréhension dans les milieux littéraires des immigrés, Nina Petrovskaïa se suicide après la mort, en janvier 1928, de sa sœur cadette, Nadejda Petrovskaïa, avec laquelle elle vivait ; un mois après ce décès, elle s'empoisonne au gaz dans un hôtel parisien le 28 février 1928. Dans la nécrologie, est publié ce texte :

« La fin de sa vie a été vraiment douloureuse, dans un petit hôtel parisien. Et cette vie était un des drames les plus lourds au sein de notre émigration. La solitude totale, un dénuement désespéré, une existence misérable, l'absence de gains les plus insignifiants, la maladie ; voilà comme a vécu toutes ces années Nina Petrovskaïa, chaque jour ressemblant au précédent, sans la moindre lueur d'espoir. »

## Traductions
En 1924, à Berlin, la maison d'édition Nakanoune publie le conte de Carlo Collodi Les Aventures de Pinocchio, traduit par Petrovskaïa et revu par Alexis Nikolaïevitch Tolstoï. Plus tard, sur base de cette traduction, Alexeï Tolstoï a également écrit sa variante de Pinocchio : La cléf d'or, ou le compagnon Pinocchio (it) (1936).

## Œuvres
- Nina Petrovskaïa , Miroir brisé 2014 , 900 pages (Н. И. Петровская. Разбитое зеркало. Проза. Мемуары. Критика. Составление М. В. Михайловой; вступительная статья М. В. Михайловой и О. Велавичюте; комментарии М. В. Михайловой и О. Велавичюте, при участии Е. А. Глуховской. М., «Б.С.Г. — Пресс»,) 2014, 900 стр.
- Quatre Touberoses (Четыре Туберозы) : Poésie , prose et dramaturgie des auteurs du siècle d'argent /Auteur: Nicolaï Nossov. Mosciu, édition, Agraf, 2014. — 416 pages.

## Mémoire
- En 2004 est publié chez Novoe Literatournoe obozrene le livre Valeri Brioussov -Nina Petrovskaïa. Correspondance: 1904—1913 [12].